# Srashen
Srashen es una localidad del raión de Kapan, en la provincia de Syunik, Armenia. Según el censo de 2011, tiene una población de 90 habitantes. 
Está ubicada en el centro-sur de la provincia, a poca distancia del río Vorotán —afluente del río Aras, el cual, a su vez, lo es del Kurá— y de la frontera con Azerbaiyán.